# Shawn Kemp
Shawn Travis Kemp (ur. 26 listopada 1969 w Elkhart) – amerykański koszykarz, który występował na pozycji silnego skrzydłowego, mistrz świata z kadrą Stanów Zjednoczonych w 1994.

## Kariera
W 1988 wystąpił w meczu gwiazd amerykańskich szkół średnich - McDonald’s All-American.
Kończąc szkołę średnią, Kemp podpisał list intencyjny uniwersytetu Kentucky, z którego jednak wydalono go za rzekome zastawianie biżuterii kolegi. W trakcie sezonu przeniósł się na college TVCC, mającego swą siedzibę w Teksasie, jednak tam również nie grał w drużynie koszykarskiej. W 1989 zdecydował się na wzięcie udziału w drafcie w którym został wybrany z 17 numerem przez Seattle SuperSonics.
Kemp szybko wkomponował się w zespół, gdzie główne role grali wówczas Gary Payton, Detlef Schrempf, Sam Perkins oraz Hersey Hawkins. W drugim sezonie zdobywał  już średnio 15 punktów, 8,4 zbiórki oraz 1,52 bloku na mecz.
Forma Kempa sięgnęła zenitu, kiedy Sonics z nim w składzie dotarli do finału NBA, notując w sezonie zasadniczym bilans 64-18. Dopiero w finale NBA „Ponaddźwiękowcy” zostali pokonani przez Chicago Bulls z Michaelem Jordanem na czele.
W następnym sezonie Kemp poprosił o podwyższenie kwoty zarobków, jednak szefostwo klubu zdecydowało się podpisać nowy kontrakt z rezerwowym Jimem McIlvanem i dla gwiazdy drużyny zabrakło pieniędzy. Kemp był rozczarowany, co poskutkowało chęcią odejścia z drużyny z Seattle. Szybko znaleźli się chętni i trafił do Cleveland Cavaliers
W Cleveland Kemp spędził 3 lata, notując średnio 19 punktów oraz 9 zbiórek na mecz. W sezonie 1999/2000 przeszedł do Portland Trail Blazers, gdzie jednak pełnił funkcję rezerwowego zawodnika. Karierę skończył w 2003, kiedy to grał w Orlando Magic.
Wystąpił w składzie drugiego Dream Teamu, który zdobył złoty medal mistrzostw świata w 1994. Kemp został wybrany do pierwszej piątki tych mistrzostw.

## Osiągnięcia

### NBA
- Finalista NBA (1996)[2]
- Uczestnik:
  - spotkań gwiazd NBA (1993–1998)[3]
  - konkursu wsadów podczas NBA All-Star Weekend (1990-1992, 1994)[4]
- 3-krotnie wybierany do II składu NBA (1994–1996)[5]
- Lider play-off w średniej zbiórek (1992, 1997)[6]

### Kadra
- Mistrz świata (1994)[7]
- Zdobywca Pucharu R. Williama Jonesa (1988)[8]
- Zaliczony do I składu mistrzostw świata (1994)[9]